# Adalbert Nikolaus Fuchs

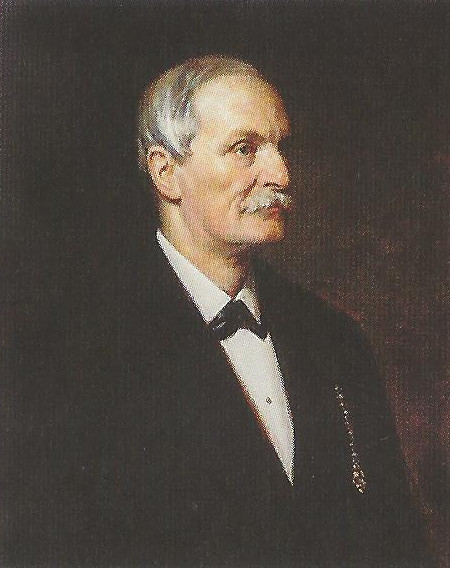
Adalbert Nikolaus Fuchs – posthum im Jahr 1893 von Wenzel Ottokar Noltsch angefertigtes Gemälde

Adalbert Nikolaus Fuchs, auch Adalbert Fuchs (* 5. Juni 1814 auf der Wieden bei Wien; † 7. Jänner 1886 in Kritzendorf) war ein österreichischer Agrarwissenschaftler. Er war Professor für Landwirtschaft am k.k. Polytechnischen Institut (heute: Technische Universität) in Wien, 1869/70 dessen Rektor. Er wurde zum Dr. med. et phil. promoviert und war Vater des Augenarztes Ernst Fuchs.

## Leben
Bereits mit 15 Jahren bestand er die Matura am Wiener Schottengymnasium mit Auszeichnung. Während seines Studiums der Medizin erkrankte er an Bluthusten, wurde von einem Freund auf dessen Gut nach Galizien genommen und begann sich dort für Landwirtschaft zu interessieren. 1839 promovierte er an der Universität Wien in Medizin, 1843 ebenda in Philosophie.
1844 erhielt er einen Ruf als Professor der Naturgeschichte und Landwirtschaftslehre an die philosophische Lehranstalt in Tarnów, 1849 an die Universität Innsbruck. 1850 wurde er o. Professor für Landwirtschaft am Polytechnikum in Wien, hatte in dieser Funktion bald auch die Studenten der Universität Wien zu betreuen. Für das Studienjahr 1869/70 wurde er zum Rektor des Polytechnischen Instituts gewählt. 1884 trat er als „k.k. Hofrath“ in den Ruhestand.
Von 1855 bis zu seinem Tode war er ständiger Sekretär der „k.k. Landwirthschaftsgesellschaft“ in Wien. Er veranstaltete zahlreiche Ausstellungen, darunter jene bei der Weltausstellung 1873. In dieser Funktion war Fuchs auch maßgeblich beteiligt an der weiteren Entwicklung der am 1. März 1860 auf Initiative der Landwirtschaftsgesellschaft gegründeten Klosterneuburger Weinbauschule (heute Höhere Bundeslehranstalt und Bundesamt für Wein- und Obstbau Klosterneuburg, im Volksmund „Pomologische“ genannt). Für seine Leistungen wurde ihm 1866 das Ritterkreuz des Franz-Joseph-Ordens verliehen.